# Bernardo Moraleda

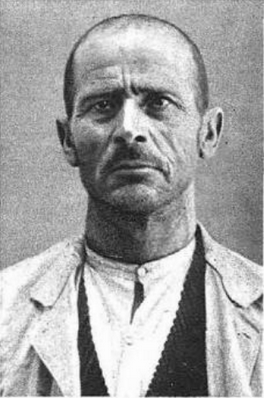
Fotografía de la ficha penitenciaria a su paso por la cárcel de Madrid en 1910.

Bernardo Moraleda (Fuente el Fresno, c. 1852-Ciudad Real, 1936) fue un famoso bandolero castellano de los Montes de Toledo.

## Biografía
Cuando tenía unos veinte años desertó del ejército regular y formó parte de la partida de Antonio Merendón Mondéjar; allí conoció al "Purgaciones" y otros compañeros como él que dejaron la facción para dedicarse al bandolerismo. Solitario en las sierras, pronto se le unió un vecino de Valdelacasa (Cáceres) de apodo Parrachatas y más de un convecino por un asunto de amores. Se le atribuye la muerte de un vecino de Hontanar que pretendió delatarle y la de un escopetero de la Diputación. Se escondía en las nacientes de los ríos Estena y Cedena cercanas al macizo de Rocidalgo, lugares casi inaccesibles. Hizo correrías por Valtravieso, Peñafiel, Puerto Albarda, Puerto Marches, Ventosilla, nacientes del Torcón, las Becerras, el Chorro y Malamoneda, donde tenía una cueva conocida hoy por su nombre, todos ellos lugares situados en los términos municipales de Robledo del Mazo, Los Navalucillos, Navahermosa, Hontanar, Navas de Estena, Retuerta, San Pablo, Ventas, Menasalbas, Sonseca y otros situados en el norte de los Montes. En 1870 y en el término de Retuerta recibió el general Prim como premio por la batalla de Castillejos en 1860 una finca en la que edificó un caserón con aspecto de fortaleza conocido en la comarca como Castillo de Prim. Durante unas vacaciones en esta finca el hijo del general, que preparaba unas oposiciones, se perdió en el campo al confundir las márgenes del río Bullaque con las del Milagro y queda aislado a merced de la noche. Moraleda escuchó sus gritos de socorro le reconoció y se ofreció a acompañarle hasta el castillo y al llegar a las tapias le encomendó que comunicase a su padre que quien le había llevado era Moraleda. Continuó sus correrías por la cordillera tratando de subsistir, merodeando pasos y caminos solitarios, llegando incluso hasta las Villuercas y estribaciones de Sierra Morena. Las historias locales se contradicen con otras informaciones respecto a su apresamiento. Participó en un secuestro en 1877, fecha en la que fue detenido. Durante el malogrado asalto al tren de Villacañas logró evadirse huyendo con un Juanillón a Portugal, donde fueron detenidos y repatriados. En 1882 fue condenado a muerte y conmutada la pena por 45 años de reclusión en el penal de Mahón. Por "otra gracia especial" le fue rebajada la pena a 30 años y trasladado al Puerto de Santa María y por último a Ocaña. Tras un nuevo perdón del gobierno a todos los penados que llevasen más de 20 años cumpliendo condena, fue puesto en libertad. En el castillo de Prim encontró trabajo de Clavero, donde vivió. Murió en 1936 en un asilo de Ciudad Real. 
Estuvo en las partidas de los céebres Juanillones y Purgaciones, hasta que formó una propia. Aunque se le atribuyen las cualidades del bandido generoso, se le imputaron dos muertes y la participación en robos, asaltos y secuestros con las malas compañías de sus primeros tiempos. No fue sin embargo un hombre violento o inclinado a la crueldad, sino más bien un desertor envuelto en las guerras civiles, incucido a delinquir y arrepentido posteriormente.